# 工場制機械工業
工場制機械工業（こうじょうせいきかいこうぎょう）とは、産業革命以後の主流となった工業の一形態である。「工場制大工業」とも称する。

## 概要
一般的に工業の発展は、原始的な形態である「家内制手工業」に始まり、問屋からの発注により各家庭で製品を生産する「問屋制家内工業」、工場に労働力を集結させ手作業で製品を生産する「工場制手工業（マニュファクチュア）」への過程をたどり、その次の段階が、工場において機械により製品を生産する「工場制機械工業」である。
機械で製品を生産するようになった最大の理由としては、ワットが蒸気機関の改良に成功し、一度に大量の製品を手間をかけず生産できるようになったことがあげられる。
18世紀後半、世界で最も早く工場制機械工業を導入したイギリスでは、その後「世界の工場」と称されるまでに至った。日本での工場制機械工業の本格的な開始は、日清戦争前後（19世紀末）である。
より詳細な説明は産業革命を参照のこと。